# OFK Prijedor
Omladinski fudbalski klub Prijedor (OFK Prijedor; Prijedor) je bio nogometni klub iz Prijedora, Republika Srpska, Bosna i Hercegovina.

## O klubu
Povijest kluba počinje 1919. godine, kada je u Prijedoru osnovan Šport klub "Prijedor". 
Osnivači su bili Oskar Lanka, Ljubo Radetić, M. Petrović, Gj. Vukadinović i Vinko Zgaga.
Od 1920. pa do 1922. godine klub se naziva "Prijedorski nogometni klub 22" (često naveden i kao "Klub 22"). Od 1922. pa do 1941. godine, odnosno do Drugog svjetskog rata, klub se naziva "Slavija". Najveći gradski suparnik "Slavije" u to vrijeme je "Građanski", osnovan 1924. godine. 
Godine 1925. imao je nogometnu i hazenašku sekciju.
Do 1933. su se natjecali u okviru Zagrebačkog nogometnog podsaveza, a kasnije Banjalučkog podsaveza. 
 
Krajem 1945. godine, završetkom Drugog svjetskog rata osnovan je klub "Jedinstvo". 1947. godine se osniva klub "Radnik", a 1949. "Željezničar". 1952. godine se "Jedinstvo" i "Radnik" spajaju u klub naziva "Mladost", koja igra u Republičkoj ligi BiH i II. Zoni – A skupina (liga 2. stupnja u Jugoslaviji). 1954. godine se osniva klub "Celuloza", koja većinom igra u Podsaveznoj ligi Banja Luka. 1958. godine se "Mladost" i "Celuloza" spjaju u klub naziva "Radnički", koji sljedećih sezona igra u Prvoj Zonskoj ligi BiH, Međuzosnkoj ligi BiH i Međupodsaveznoj ligi Banja Luka. 
 
1965. godine dolazi do spajanja "Radničkog" i "Željezničara" (koji je dotad uglavnom igrao stupanj ispod "Radničkog", najčešće u Međupodsaveznoj ligi Banja Luka) u jedinstveni klub – "OFK Prijedor" (često samo i kao "Prijedor"), koji je do raspada SFRJ, odnosno rata u BiH igrao u sljedećim ligama: Međupodsavezna liga Banja Luka, Banjalučka zonska liga, Krajiška zonska liga, Republička liga BiH, Regionalna liga BiH – Sjever, Međuopćinska liga Banja Luka, Regionalna liga BiH – Zapad, Međurepublička liga – Zapad. 
 
1967. godine članom Druge savezne lige postaje "Rudar" iz obližnjeg mjesta Ljubija, te počinje igrati u Prijedoru, u kojeg uskoro seli i sjedište, te je tako "Rudar" bio prvi, a "OFK Prijedor" drugi po važnosti i uspješnosti prijedorski klub, te su igrali na zajedničkom stadionu. 
1980-ih se u Međuopćinskoj ligi Banja Luka i Regionalnoj ligi – Zapad "OFK Prijedor" često sastajao i s trećim prijedorskim klubom – "Berekom". 
 
Početkom rata u BiH, odnosno u srpnju 1992. godine dolazi do spajanja "Rudara" i "OFK Prijedora" u zajednički klub "FK "Rudar – Prijedor", koji je nastavio na "Rudarovu" tradiciju. 
 
Do obnove "OFK Prijedor" dolazi 1999. godine, te nastupa u Trećoj ligi RS – Prijedor i Četvrtoj ligi RS – Prijedor. 
Klub se gasi 2006. godine.  
 
Klupske boje su bile plava i bijela.

## Uspjesi

### 1965. – 1991.
- Regionalna liga BiH – Zapad 
  - prvak: 1986./87.
- Banjalučka zonska liga / Krajiška zonska liga
  - prvak: 1968./69., 1977./78.
  - doprvak: 1972./73., 1975./76.
- Međupodsavezna liga Banja Luka
  - doprvak: 1965./66.

## Poznati igrači
- Idriz Hošić

## Unutrašnje poveznice
- FK Rudar Prijedor
- Prijedor

## Vanjske poveznice
- OFK Prijedor BIH, facebook stranica
- prijedorcity.com, Omladinski fudbalski klub Prijedor, wayback arhiva
- nogolopta.blogger.ba, Knjiga o klubu kojeg vise nema..[neaktivna poveznica], objavljeno 19. veljače 2013.